# WAVES (United States Navy)

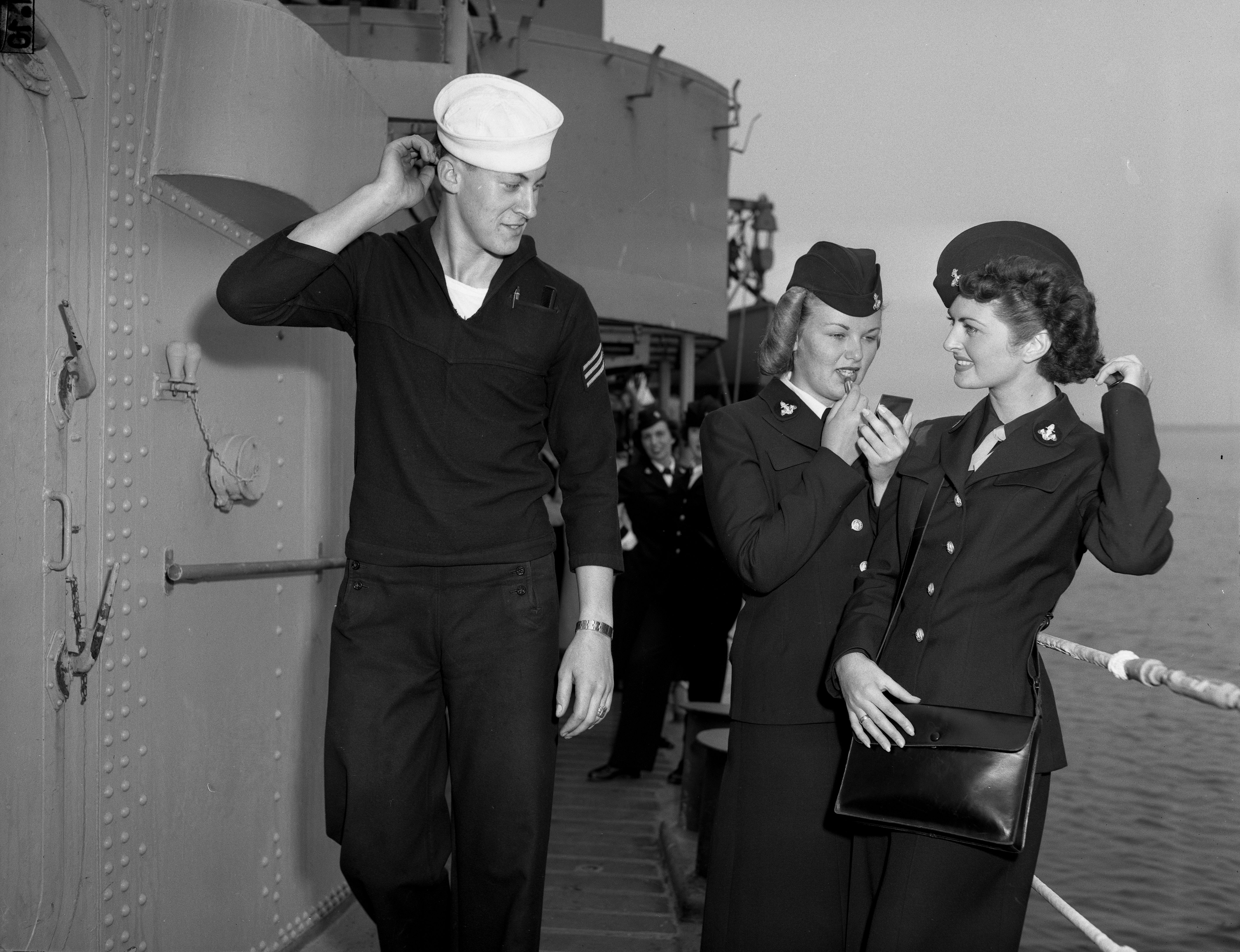
Donne delle WAVES nel 1950

WAVES (Women Accepted for Volunteer Emergency Service) fu una divisione dell'U.S. Navy composta interamente da donne. Di fatto fu il servizio ausiliario femminile delle forze armate degli Stati Uniti, durante, e dopo, la seconda guerra mondiale.

## Storia
Nacque nell'agosto 1942 quando Mildred McAfee, presidente del Wellesley College, prestò giuramento come tenente generale della Naval Reserve e Eleanor Roosevelt convinse il Congresso ad autorizzare l'arruolamento delle donne nella U.S. Navy. 
La parola "emergenza" implicava che l'accettazione delle donne era a causa delle circostanze insolite della guerra, e alla fine del conflitto alle donne non sarebbe stato permesso di proseguire nella carriera della Marina; in realtà queste proseguirono anche dopo. Furono conosciute con l'acronimo Waves (in italiano onde).
Successivamente furono create anche la United States Coast Guard Women's Reserve (SPARS) e la United States Marine Corps Women's Reserve.